# 아르칸젤로 코렐리

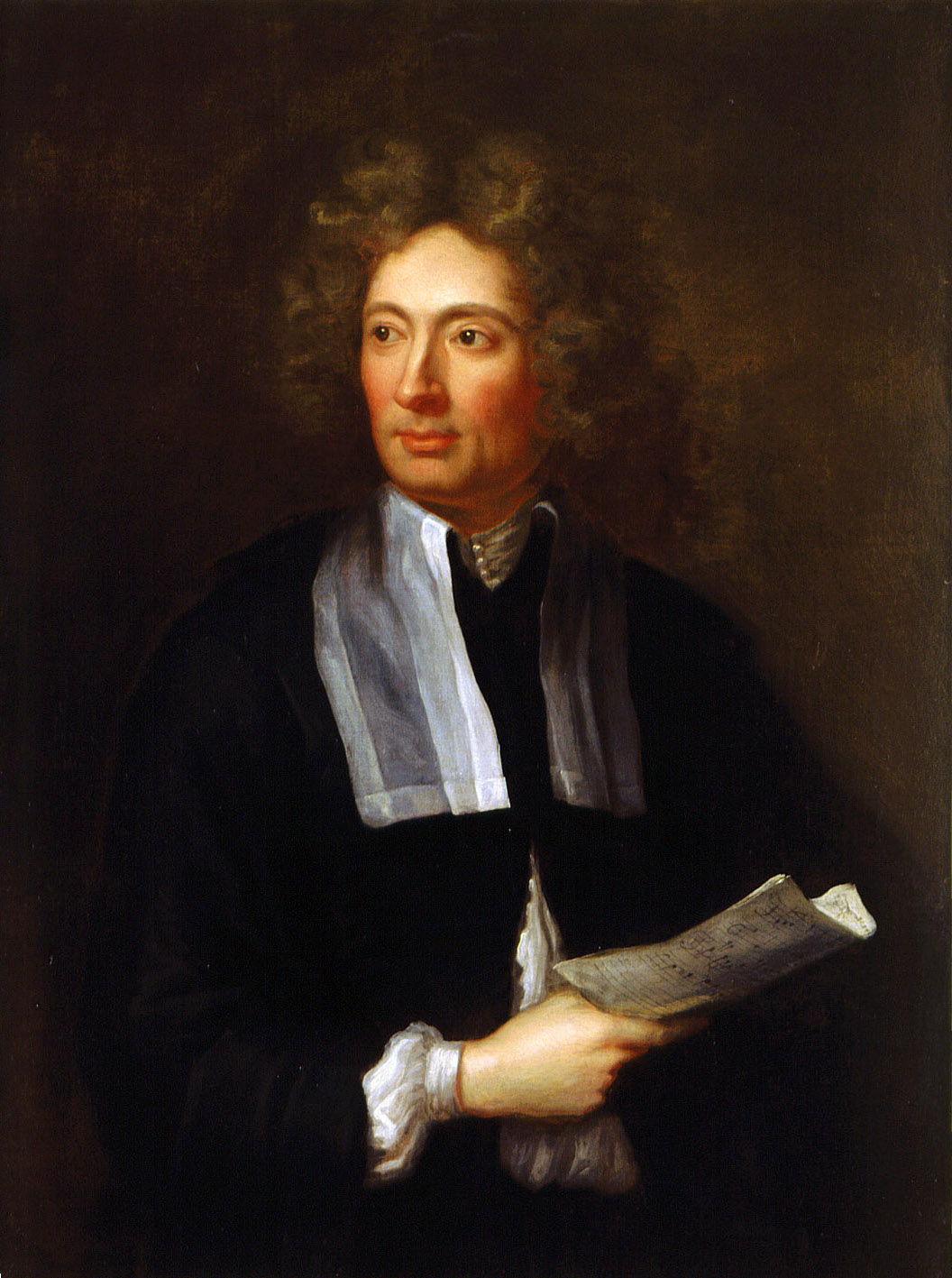
휴 하워드가 그린 코렐리의 모습 (1697)

아르칸젤로 코렐리(Arcangelo Corelli, 1653년 2월 17일 ~ 1713년 1월 8일)는 이탈리아의 바로크 시대 작곡가이자 바이올린 연주자이다. 소나타와 협주곡의 발전에 지대한 영향을 끼쳤으며, 바이올린 및 현대 화성학에도 커다란 족적을 남겼다.

## 생애
북이탈리아의 푸지냐노에서 태어나, 어렸을 때 파엔차에서 한 신부로부터 음악의 기초를 배우고, 13세 때부터 당시 기악의 중심지였던 볼로냐에 가서 바이올린을 배웠다. 코렐리는 이미 17세로 국제적으로도 유명하던 볼로냐의 아카데미아 필하모니카의 회원이 되었다. 그 뒤 프랑스로 가서 륄리를 만났다는 설도 있으나 확실하지 않다. 그는 1675년에는 로마에 있는 성당에서 바이올린 주자로 있었으며 1679년에는 로마에서 파스퀴니(1637-1710)의 오페라를 지휘하였다. 같은 해 독일을 여행했다고도 하지만 이것도 불명확하다. 1681년에 당시 로마에 거주하고 있던 스웨덴의 크리스티나 여왕에게 바친 작품 1의 트리오 소나타집을 출판하였다. 1689년에 후원자인 크리스티나 여왕이 승하한 뒤 코렐리는 추기경인 오토보니의 저택에서 악장과 바이올린 주자를 겸한 지위에 올랐고 그 뒤로는 추기경의 후대를 받아 마음놓고 창작활동을 할 수 있었다. 1706년 로마의 아카데미아 데리 아르카디에 들어가 알레산드로 스카를라티(1660-1725) 등과도 교제했다.
그는 생전에 작품1에서 작품4까지 각각 12곡씩의 트리오 소나타집(集)과 작품5의 12곡의 바이올린 소나타집을 출판했고 사후 작품6이라 하여 역시 12곡의 콘체르토 그로소(합주협주곡)가 출판되었다. 이탈리아 작곡가의 대부분이 그렇듯이 오페라나 칸타타의 작곡에 큰 비중을 두었던 당시로서는 코렐리의 작품구성은 진귀하다. 그는 소년시절을 보낸 볼로냐의 음악가들에 의하여 개척되고 있던 바이올린을 중심으로 한 기악, 트리오 소나타, 콘체르토 그로소의 영역에서 수는 많지 않으나 한곡 한곡이 불멸의 금자탑을 이룩하였다. 코렐리는 이러한 곡들의 내적 구성 면에서 교회 소나타와 실내 소나타 양쪽의 원리를 근거로 하고 있다. 그의 음악은 현악기의 높은 포지션이나 중음주법(重音奏法) 등의 어려운 기교를 지양하여 기술을 완전히 내적 표현에 종속시키면서 균형잡힌 고아한 서정에 넘치는 양식을 만들어 놓았다. 코렐리는 또한 바이올린의 교사로서도 뛰어난 소미스(1686-1763), 제미니아니(1687-1762), 로카텔리(1695-1764) 등의 뛰어난 제자를 통해 그 가르침은 유럽에 퍼졌다.